# Willy Bertschinger
Willy Bertschinger (* 1955 in Dübendorf; † 27. Juli 2010 in Uster) war ein Schweizer Eishockeynationalspieler, der über viele Jahre beim Zürcher SC und EHC Dübendorf in der Nationalliga B unter Vertrag stand. 1981 gewann er den Schweizer Meistertitel mit dem EHC Biel.

## Karriere
Willy Bertschinger begann seine Karriere 1974 beim Zürcher SC und spielte für diesen bis 1980 in der zweitklassigen Nationalliga B. Während dieser Zeit absolvierte er auch die einzigen fünf Länderspiele seiner Karriere. 1980 wechselte er in die erste Spielklasse zum EHC Biel, mit dem er am Ende der Saison 1980/81 den Schweizer Meistertitel gewann.
1982 kehrte er zum ZSC zurück, ehe er zwischen 1983 und 1987 für den  EHC Dübendorf in der NLB aktiv war. Es folgte eine Saison beim EHC Uzwil, ehe er 1988 zum letzten Mal zum ZSC zurückkehrte. Mit diesem schaffte er 1989 den Aufstieg in die  Nationalliga A, beendete aber nach diesem Erfolg seine Karriere. Während seiner letzten Saison betreute er die Mannschaft des ZSC zeitweise als Spielertrainer.
Neben dem Eishockeysport war er als Versicherungsagent tätig. Bertschinger verstarb im Juli 2010 im Alter von 55 Jahren bei einem Unfall.

## Erfolge und Auszeichnungen
- 1981 Schweizer Meister mit dem EHC Biel
- 1989 Aufstieg in die Nationalliga A mit dem Zürcher SC